# Marlies Claasen
Marlies Claasen (Vreeland, 4 mei 1971) is televisiepresentatrice bij Omroep Gelderland, voice-over en zangeres.
Claasen was leerling bij het Alberdingk Thijm College en studeerde Nederlandse taal- en letterkunde en tevens zang aan het conservatorium. Ze speelde in verschillende bands en jazzformaties. In samenwerking met pianiste Mirjam Smitt kwam in september 2000
de debuut-cd Onvervalst van Smitt & Claasen uit met Nederlandstalig repertoire.
Onder haar eigen naam bracht ze in 2003 de cd Painting the Sun uit, waarmee ze in België en Italië radio- en televisieoptredens kreeg. Anno 2011 doet ze veel concerten in kleine bezetting, zoals in theaters of bij evenementen.
Voor Omroep Gelderland presenteert ze verschillende programma's. Het programma De Geschiedenisbus werd in 2002 onderscheiden met de NL-Award voor het beste regionale tv-programma. In 2010 interviewde ze voor het programma Vrouwen in oorlogstijd Vera Lynn, waarbij ze erin slaagde om haar nog een stukje van het bekende "We'll meet again" te laten zingen. Van 2010 tot 2012 presenteerde zij het programma Een ode aan onze doden. In 2021 zong zij het slotstuk Gabriella’s Sång voor het tv-programma van neuropsycholoog Erik Scherder Muziek en het brein met Tom Klein als gitarist.
Claasen is gehuwd en heeft twee dochters.